# Vallée d'Apisuahts
Apisuahts Vallis
La vallée d'Apisuahts (désignation internationale : Apisuahts Vallis) est une vallée située sur Vénus dans le quadrangle de Lada Terra. Elle a été nommée en référence au nom niitsítapi/algonquien de la planète Vénus.